# Pentateuco de Faro
Pentateuco de Faro es el primer libro impreso en Portugal, publicado en 1487.
Este incunable fue impreso en hebreo al extremo sur de Portugal, en la ciudad de Faro, por Don Samuel Gacon, después de huír de la Inquisición española.
Se conserva un único ejemplar en vitela, actualmente en la Biblioteca Británica de Londres.